# 张健民 (1920年)
张健民（1920年—2013年6月28日），男，直隶（今河北）正定人，中华人民共和国官员，曾任中共贵州省委常委、贵州省革命委员会副主任，中共山西省委常委，山西省革命委员会副主任，山西省人民政府副省长，山西省人大常委会副主任。第十二届中共中央候补委员。

## 生平
1938年加入中国共产党。历任河北省武安县委宣传部长、组织部长，冀西地委宣传部教育科长，赞皇县委组织部长，临城县委书记、县大队政委，沙河县委书记、独立营政委，太行区六地委秘书长、太行五地委宣传部长兼磁县、县委书记，晋冀鲁豫野战军第九纵队民运部长，豫陕鄂（后称豫西）五地委副书记、五军分区副政委。带领支前民兵参加了解放洛阳和解放开封的战役。
中华人民共和国成立后，任河南省委党校党委书记、副校长。河南省委组织部副部长。1952年任郑州地委书记。1954年底任河南省委组织部部长。1956年6月，任河南省委常委、组织部部长（1959年9月至1961年12月兼任新乡地委第一书记）。焦裕禄住院病危后，1964年5月13日张健民和开封地委组织部长王向明到河南医学院附属医院代表组织探望，焦裕禄问自己的病情：“我的病到底还行不行?”但领导并没有明确回答。
1964年，中共西南局第二书记李大章、中纪委书记钱瑛为首, 率领庞大的“四清”工作团进驻贵州省委、贵阳市委。1964年10月7日中央决定，由中组部从全国紧急调来两千名干部到贵州，实际调来了1000多名“支黔干部”。1965年初调任贵州省委书记（当时设第一书记）、组织部长，负责“大四清”专案工作。
1971年5月复出任贵州省委常委、贵州省革命委员会副主任。1978年7月调任山西省革命委员会副主任。1981年10月任山西省委常委、副省长，协助完成了全省的拨乱反正、平反冤假错案工作。1983年4月任山西省委常委、省政法委书记。1985年5月任山西省人大常委会副主任、省委政法委书记。1991年1月任山西省人大常委会副主任、党组副书记。1995年12月离休。2004年3月中央批准享受省长级医疗待遇。